# 1965 en informatique
1964 en informatique - 1965 - 1966 en informatique
Cet article présente les principaux évènements de 1965 dans le domaine informatique

## Évènements
- Gordon Moore énonce la Loi de Moore
- Ted Nelson publie un article sur le concept de documents informatiques reliés entre eux utilisant pour la première fois les mots hypertexte et hypermédia.
- Invention du langage BASIC
- Naissance du MRP, Material Requirements Planning (Planification des besoins en composants), première phase MRP0 qui ne représente alors qu'une méthode de calcul des besoins matières[1]. Le MRP est l'ancêtre de l'ERP (progiciel de gestion intégré).

## Technologie
- Digital commercialise le premier mini-ordinateur, le PDP-8
- Développement du super ordinateur soviétique BESM-6[2], doté d'un processeur 48 bits de 9 MHz produisant une puissance de 1 MIPS
- Premier super ordinateur à architecture vectorielle : l'ILLIAC IV de Burroughs Corporation équipé de 64 processeurs
- Cooley et Tukey publient leur article fondamental sur la transformée de Fourier rapide.
- Commercialisation par Olivetti du Programma 101, premier ordinateur personnel programmable, utilisé par la NASA